# Goundi
Goundi este un oraș din departamentul Mandoul Oriental, Ciad. În 2005 avea 10.052 de locuitori.